# بول إل. ماير
بول إل. ماير (بالإنجليزية: Paul L. Maier)‏ (31 مايو 1930، سانت لويس في الولايات المتحدة)؛ كاتِب مُتخصِّص في أدب الأطفال، مؤرخ وروائي أمريكي.